# Grand Prismatic Spring
Grand Prismatic Spring er en stor varm kilde i Midway Geyser Basin i Yellowstone National Park i Wyoming, USA. Kilden er den største varme kilde i USA og den tredjestørste i verden efter to kilder i New Zealand.

## Historie
De første optegnelser om kilden stammer fra europæiske opdagelsesrejsende. I 1839 besøgte en gruppe pelsjægere fra American Fur Company Midway Geyser Basin, og de nævner i deres optegnelse "en stor, kogende kilde", som må antages at referere til Grand Prismatic Spring. Kilden beskrives som havende en diameter på ca. 90 meter. I 1870 besøgte en ekspedition kilden, og denne ekspedition observerede en ca 15 meter høj gejser tæt ved. Denne fik senere navnet Excelsior Geyser.

## Farve
Kildens levende farvespil langs bredderne stammer fra pigmenterede bakterier, der lever langs kanten det mineralholdige vand. Bakterierne "producerer" farver der varierer fra grøn til rød. Farven afhænger af forholdet mellem klorofyl og karotinstoffer samt af vandtemperaturen, som har betydning for, hvilke bakterier, der dominerer. Om sommeren er farven ofte orange og rød, mens den om vinteren typisk er mørkegrøn. Centrum af kilden er steril på grund af den ekstreme temperatur hvor det varme vand fra undergrunden ledes ud i kilden. 
Når vandet i centrum ser meget blåt ud, skyldes det vandets egen evne til at opsuge lysets røde bølgelængder. Denne effekt er årsag til at alle større vandmasser ser blå ud, men det er særligt tydeligt i Grand Prismatic Spring på grund af vandets renhed, samt dybden af kilden i dennes centrum. 

## Struktur
Kilden er ca. 80 gange 90 meter og ca. 50 meter dyb på det dybeste sted i centrum af kilden. Fra kilden udledes hvert minut ca. 2.100 liter 70o varmt vand. Noget af dette afledes til en anden varm kilde i området, Excelsior Geyser, og resten afledes til Firehole River.